# 러브 러브 유
《러브 러브 유》(태국어: อยากบอกให้รู้ว่ารัก)는 2015년 공개된 태국의 게이 영화이다. 2014년 영화 《러브스 커밍》의 속편이다.

## 배역
- 아타푼 푼사와트 - 검프 역
- 나라파트 사쿤송 - 나이 역
- 타나산 멩부아 - 선즈 역
- 타나콘 쿨자라쏨바트 - 본 역
- 콘 쿠나티파피시리 - 지 역
- 차논 산티네톤쿨 - 피드 역
- 프람유다 리트담롱쿨 - 검프 어머니 역
- 수차라트 로차나키 - 입펑 이모 역
- 지라야 사왕투에안 - 소다 역
- 수라파트 키리비치엔 - 암 역
- 사논 다오레앙 - 붕 역